# Dendronephthya pustulosa
Dendronephthya pustulosa is een zachte koraalsoort uit de familie Nephtheidae. De koraalsoort komt uit het geslacht Dendronephthya. Dendronephthya pustulosa werd in 1889 voor het eerst wetenschappelijk beschreven door Wright & Studer. 